# Nicomache antillensis
Nicomache antillensis är en ringmaskart som beskrevs av Augener 1922. Nicomache antillensis ingår i släktet Nicomache och familjen Maldanidae. Inga underarter finns listade i Catalogue of Life.